# میقات

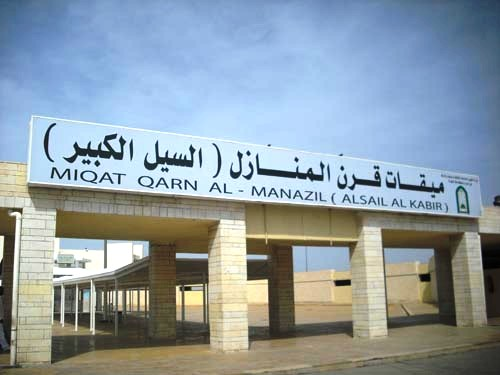

میقات، به محل احرام بستن حاجیان گویند.
میقات در فرهنگ حج، «به مکانی گفته می‌شود که انجام فعل، مثل احرام، در آن مکان مشخص، ضرورت دارد. به باور مسلمانان، تحقق وعدهٔ خدایی برای گام نهادن در بارگاه خدایی، ضرورتاً از آن مکان آغاز می‌گردد. و همانطوری که قبل و بعد زمانی در ماه حج مُخِلّ به حقیقت و عبادت حج است، همچنین قبل و بعد مکانی نیز اخلال به مناسک حج وارد می‌سازد، و بدون توجه به آن، هرگز حج به تمام نخواهد رسید.»

## پیرامون واژه
میقات که از ریشه لغوی «وقت» گرفته شده، در اصل «مِوْقات» بوده و واو به جهت مکسور بودنِ میم، به یاء مبدل شده و میقات گشته است. معنای لغوی آن مصدر وقت است، یعنی «وقت داشتن».
اما مراد از «وقت داشتن» آن است که به‌طور مسلّم «زمان» در یک عمل، نقش حتمی دارد و لزوما باید در یک مقطع زمانی خاص، فعل یا عملی صورت پذیرد. کاربرد واژه میقات در مکان، به خاطر قرابت مفهومی آن با زمان یا به جهت کاربرد استعاره‌ای آن در مکان، به معنای لزوم امری در مکان مشخص است.
«مواقیت» جمع «میقات» است.

## اقسام میقات
میقات بر دو قسم است: 
- میقات زمانی:

اما میقات زمانی در این که احرام پوشیدن برای عمره تمتع و حج تمتع و حج قران و حج افراد زمان خاصی در نظر گرفته شده میان فقها اختلافی وجود ندارد، اختلاف در این است که برخی زمان را محدود به ماه شوال، ذیقعده و دهه اول ذیحجه ـ به مقداری که بتواند پس از احرام اعمال حج را انجام دهد ـ میدانند. این نظر مشهور فقها است. برخی از فقها زمان احرام را ماه شوال، ذیقعده و ده روز از ذیحجه دانسته‌اند، و برخی دیگر سه ماه شوال، ذیقعده و تمام ذیحجه را برشمرده‌اند.
- میقات مکانی:

از جمله مباحثی که میان فقها مورد اختلاف بوده است، تعداد میقات‌ها است؛ زیرا احادیث در این باره گوناگون است. 
مستفاد از روایات این است که شمار میقات‌ها به‌طور اجمال عبارتند از:
۱ ـ مسجد شجره ۲ ـ جحفه ۳ ـ یلملم ۴ ـ قرنالمنازل ۵ ـ عقیق ۶ ـ محاذات مواقیت ۷ ـ ادنیالحل ۸ ـ محل سکونت ۹ ـ مکه ۱۰ ـ فخ ۱۱ ـ مسجد تنعیم ۱۲ ـ جعرانه ۱۳- حدیبیه ۱۴ ـ مکانی که با نذر باید از آنجا احرام بسته شود.